# Jackson Liberato Ramos
Jackson Liberato Ramos ou simplesmente Jackson, (Porto Alegre, 3 de março de 1958), é um ex-futebolista brasileiro que atuava como meia.

## Carreira
Iniciou sua carreira futebolística no Grêmio. Após deixar o tricolor Gaúcho, o atleta teve passagens por América de Natal e Figueirense onde encerrou sua carreira.

## Títulos
Grêmio
- Campeonato Gaúcho: 1977 e 1979

América-RN
- Campeonato Potiguar: 1980

Seleção Brasileira
- Campeão Jogos Pan-Americanos: 1979